# Disputa territoriale
Una disputa territoriale è una controversia internazionale avente ad oggetto il disaccordo sul possesso e il controllo di un territorio, di solito tra uno Stato che li rivendica e la potenza occupante che li esercita.

## Contesto e definizioni
Le dispute territoriali sono spesso legate al possesso di risorse naturali come fiumi, terreni agricoli fertili, risorse minerarie o petrolifere, sebbene le controversie possano anche essere guidate da cultura, religione e nazionalismo etnico. Le dispute territoriali derivano spesso da un linguaggio vago e poco chiaro in un trattato che istituisce il confine originale. Le dispute territoriali sono una delle principali cause di guerre e terrorismo in quanto gli Stati spesso cercano di affermare la propria sovranità su un territorio attraverso l'invasione, e le entità non statali cercano di influenzare le azioni dei politici attraverso il terrorismo. 
In alcuni casi, dove il confine non è delimitato, come lo stretto di Formosa e il Kashmir, le parti coinvolte definiscono una linea di controllo che funge da confine internazionale de facto.
Un territorio occupato in generale è una regione distinta dal territorio riconosciuto degli Stati sovrani ma che lo Stato occupante controlla, di solito con le forze militari. A volte, un'occupazione a lungo termine viene generalmente mantenuta come un mezzo per operare con la forza una rivendicazione territoriale, ma questo non è un prerequisito sempre presente: l'invasione può anche essere strategica (come la creazione di una zona cuscinetto o una mossa preventiva per impedire che una potenza rivale ottenga il controllo di un'area) o un mezzo di coercizione (per punire uno Stato per una politica ostile o sgradita o, più in generale, come "moneta di scambio", ad esempio per imporgli alcune misure di politica interna a favore di minoranze non tutelate).

## Diritto internazionale
Le dispute territoriali hanno un importante significato nella comunità internazionale, sia perché questa è fondata sull'attributo fondamentale degli Stati che è la sovranità, sia perché essa risente dei pericoli per la pace internazionale. Il diritto internazionale ha relazioni significative con le dispute territoriali perché le dispute territoriali affrontano il fondamento della legittimazione degli attori internazionali. Secondo B.T. Sumner, nel diritto e nelle relazioni internazionali, la proprietà del territorio è significativa perché la sovranità sul territorio definisce ciò che costituisce uno Stato.
Il diritto internazionale si basa sulla soggettività internazionale, che richiede un territorio definito come menzionato nella convenzione di Montevideo del 1933 sui diritti e doveri degli Stati, il cui articolo 1 dichiara che una persona di diritto internazionale dovrebbe possedere le seguenti qualifiche: (a) una popolazione permanente, (b) un territorio definito, (c) governo e (d) capacità entrare in relazioni con altri Stati .
Il diritto internazionale, peraltro, non supporta l'uso della forza da parte di uno Stato per annettere il territorio di un altro Stato. L'art. 2 paragrafo 4 della Carta delle Nazioni Unite afferma: I membri devono astenersi nelle loro relazioni internazionali dalla minaccia o dall'uso della forza, sia contro l'integrità territoriale o l'indipendenza politica di qualsiasi Stato, sia in qualunque altra maniera incompatibile con i fini delle Nazioni Unite.
Pertanto, la violazione dei confini di un Paese o delle dispute territoriali rappresenta una minaccia per la sovranità di uno Stato e per la sua personalità di diritto internazionale, il che legittima sia la reazione in legittima difesa (di cui all'articolo 51 della Carta), sia le misure coercitive del capo VII della Carta del sistema di sicurezza collettivo dell'ONU (per ristabilire la pace e la sicurezza internazionale). Inoltre, le controversie territoriali sono talvolta presentate alla Corte internazionale di giustizia, come nel caso della Costa Rica e del Nicaragua (2005). Le dispute territoriali non possono essere separate da un esame in diritto dei confini dello Stato, perché il potenziale accordo di composizione della controversia si basa anche sui titoli di possesso riconosciuti dal diritto internazionale e dichiarati dalla giurisdizione internazionale adìta.

## Storia contemporanea
La rivendicazione di sovranità su un territorio viene spesso usata da un Paese come motivo di guerra contro un altro: ad esempio, la seconda guerra mondiale nacque da una rivendicazione della Germania sul corridoio di Danzica che, passando per l'omonima città, avrebbe ricongiunto lo stato e l'exclave Prussia Orientale. Altre rivendicazioni tedesche erano quelle sul Lussemburgo e sull'Alsazia-Lorena. Delle rivendicazioni territoriali causarono anche le guerre balcaniche e la guerra Iran-Iraq.
Si tratta di dispute aperte, anche quando non sono in corso conflitti; tra di esse si segnalano:
- il Kashmir, disputato tra Pakistan, India e Cina;
- l'isola Serranilla, contesa da Stati Uniti, Colombia, Honduras e Nicaragua;
- le isole Falkland (Malvine in spagnolo) sono inglesi ma rivendicate dall'Argentina e teatro di una guerra nel 1982;
- le isole Paracelso e Spratly nel mar Cinese Meridionale al centro di una controversia internazionale fra Cina, Vietnam, Filippine, Brunei, Malaysia e Indonesia;
- le isole Senkaku sono rivendicate sia dalla Repubblica popolare cinese che da Taiwan che dal Giappone;
- l'intera Cina continentale è rivendicata da Taiwan, a sua volta considerata dalla Repubblica popolare cinese come una sua provincia "ribelle";
- le rivendicazioni territoriali della Cina includono l'Arunachal Pradesh e altri territori minori occupati negli anni sessanta durante la guerra sino-indiana e ufficialmente sotto la sovranità indiana;
- il triangolo di Hala'ib è rivendicato sia dall'Egitto che dal Sudan: strettamente connessa con la vicenda di Hala'ib è la situazione paradossale del territorio denominato Bir Tawil, che è uno dei pochissimi territori al mondo non rivendicato da alcuno Stato;
- il triangolo di Ilemi è rivendicato dal Kenya, dall'Etiopia e dal Sudan del Sud;
- il Marocco reclama la sovranità sul Sahara Occidentale ed è attualmente in stato di guerra contro il Fronte Polisario che ne ha proclamato l'indipendenza; il Marocco reclama anche i territori spagnoli del Maghreb, che consistono nelle città di Ceuta e Melilla e in varie isole (prive di popolazione autoctona) direttamente prospicienti le coste africane e presidiate dai militari di Madrid, chiamate plazas de soberanía.
- La Spagna rivendica la sovranità su Gibilterra, come testimoniano le crisi diplomatiche susseguitesi negli anni con il Regno Unito, come la chiusura della frontiera terrestre ai tempi del franchismo.
- il Venezuela rivendica vaste aree della Guyana, equivalenti a circa la metà dell'intera estensione di quest'ultima;
- la Moldavia rivendica come sua parte integrante la Transnistria, dichiaratasi unilateralmente indipendente nel 1990; nel 2014, a seguito dell'annessione della Crimea (rivendicata dall'Ucraina) da parte russa, anche la Transnistria ha chiesto di essere annessa alla Russia;
- a seguito della guerra russo-georgiana di fine anni 2000, l'Ossezia del Sud e l'Abcasia si sono rese indipendenti dalla Georgia, che però non ha mai riconosciuto l'indipendenza di questi territori, come d'altronde la quasi totalità della comunità internazionale ad eccezione di Russia, Nicaragua, Nauru, Siria e Venezuela.
- la Repubblica Turca di Cipro del Nord, nata dopo uno scontro armato fra Grecia e Turchia, è anch'esso un territorio conteso e non riconosciuto dalla comunità internazionale rivendicato dalla Repubblica di Cipro;
- la Russia rivendica la sovranità anche su vaste aree del mar Glaciale Artico, in parte in contrasto con la Norvegia a seguito di una diversa interpretazione della convenzione sul diritto del mare del 1982;
- i limiti delle acque territoriali d'Israele non vengono riconosciuti né dal Libano, né dalla Repubblica di Cipro, né dall'Autorità Nazionale Palestinese;
- il Kosovo è rivendicato dalla Serbia, che non ha mai riconosciuto la dichiarazione unilaterale d'indipendenza, sfociata in una guerra che ha visto l'intervento della NATO;
- in Somalia la guerra civile ha prodotto la secessione delle regioni del Nord (Somaliland), peraltro non riconosciuta da alcuno Stato. Il governo federale di transizione con sede a Mogadiscio rivendica quindi l'intera regione come parte integrante del territorio nazionale;
- il Portogallo reclama dalla Spagna la città di confine di Olivenza (Olivença in portoghese) e la sua antica frazione di Táliga sin dal 1801;
- il Giappone rivendica la sovranità delle quattro isole più meridionali dell'arcipelago russo delle Curili;
- Tensioni fra Costa Rica e Nicaragua per il controllo del fiume San Juan.
- Disaccordo tra Guatemala e Belize per il comune riconoscimento della linea di confine fra i due Paesi.

Sia pure non a livello di contenzioso ostile, va anche ricordato che al giorno d'oggi ci sono sette Stati (Nuova Zelanda, Norvegia, Cile, Argentina, Regno Unito, Australia e Francia) che reclamano il possesso di parte dell'Antartide.

## Lista completa delle dispute territoriali attualmente nel mondo
- Kashmir (Pakistan, India e Cina)
- Isola Serranilla (Stati Uniti d'America, Colombia, Honduras e Nicaragua)
- Isole Falkland (Regno Unito e Argentina)
- Isole Paracelso (Cina, Vietnam e Taiwan)
- Isole Spratly (Cina, Taiwan, Vietnam, Filippine, Brunei e Malaysia)
- Isole Senkaku (Cina, Taiwan e Giappone)
- Cina e Mongolia (Taiwan)
- Taiwan (Cina)
- Arunachal Pradesh (Cina e India)
- Triangolo di Hala'ib (Egitto e Sudan)
- Triangolo di Ilemi (Kenya e Sudan del Sud)
- Sahara Occidentale (Marocco)
- Isole Canarie (Marocco e Spagna)
- Ceuta (Marocco e Spagna)
- Melilla (Marocco e Spagna)
- Peñón de Vélez de la Gomera (Marocco e Spagna)
- Isole Alhucemas (Marocco e Spagna)
- Isole Chafarinas (Marocco e Spagna)
- Alborán (Spagna e Marocco)
- Gibilterra (Spagna e Regno Unito)
- Guayana Esequiba (Venezuela e Guyana)
- Transnistria (Moldavia)
- Ossezia del Sud (Georgia)
- Abcasia (Georgia)
- Repubblica Turca di Cipro del Nord (Cipro)
- Vaste aree del Mar Glaciale Artico (Russia e Norvegia)
- Kosovo (Serbia)
- Somaliland (Somalia)
- Olivenza (Portogallo e Spagna)
- Táliga (Portogallo e Spagna)
- Isole Curili (Giappone e Russia)
- Fiume San Juan (Costa Rica e Nicaragua)
- Azawad (Mali)
- Ambazonia (Camerun)
- Isole Chagos (Regno Unito e Mauritius)
- Palestina (Israele)
- Provincia di Terra del Fuoco, Antartide e Isole dell'Atlantico del Sud (Argentina)
- Territorio Antartico Australiano (Australia)
- Territorio antartico cileno (Cile)
- Terra Adelia (Francia)
- Dipendenza di Ross (Nuova Zelanda)
- Terra della Regina Maud e Isola Pietro I (Norvegia)
- Territorio Antartico Britannico (Regno Unito)
- Abu Musa (Emirati Arabi Uniti e Iran)
- Abyei (Sudan e Sudan del Sud)
- Aksai Chin (Cina e India)
- Alture del Golan (Israele e Siria)
- Aozou (Libia e Ciad)
- Ararat (Turchia e Armenia)
- Isola di Aves (Venezuela e Dominica)
- Banco del Geyser (Francia, Comore e Madagascar)
- Bassas da India (Francia e Madagascar)
- Campo di ghiaccio Patagonico Sud (Cile e Argentina)
- Comitato delle cinque province della Corea del Nord (Corea del Sud e Corea del Nord)
- Dipartimento dell'Arcipelago di San Andrés, Providencia e Santa Catalina (Colombia e Nicaragua)
- Isole Doumeira (Eritrea e Gibuti)
- Isola Europa (Francia e Madagascar)
- Fattorie di Sheb'a (Israele e Libano)
- Frontiera sul Monte Bianco (Francia e Italia)
- Guayana Esequiba (Venezuela e Guyana)
- Ghiacciaio Siachen (India, Pakistan e Cina)
- Heglig (Sudan e Sudan del Sud)
- Isola di Šarengrad (Croazia e Serbia)
- Isola di Tritone (Cina, Taiwan e Vietnam)
- Isola di Tuzla (Ucraina e Russia)
- Isola di Woody (Cina, Taiwan e Vietnam)
- Isole Gloriose (Francia, Madagascar e Seychelles)
- Isole Matthew e Hunter (Francia e Vanuatu)
- Jiandao (Cina, Giappone, Corea del Nord e Corea del Sud)
- Juan de Nova (Francia e Madagascar)
- Kafia Kingi (Sudan e Sudan del Sud)
- Kərki (Armenia e Azerbaigian)
- Kinmen (Taiwan e Cina)
- Montagne di Nuba (Sudan e Sudan del Sud)
- Nilo Azzurro (Sudan e Sudan del Sud)
- Ogaden (Etiopia)
- Paesi Baschi (Spagna)
- Catalogna (Spagna)
- Pečory (Russia ed Estonia)
- Petseri (Russia ed Estonia)
- Provincia di Hatay (Turchia e Siria)
- Rocce di Liancourt (Giappone e Corea del Sud)
- Scoglio Grande (Bosnia ed Erzegovina e Croazia)
- Scoglio Piccolo (Bosnia ed Erzegovina e Croazia)
- Shatt al-'Arab (Iraq e Iran)
- Tindouf (Algeria e Sahara Occidentale)
- Tromelin (Francia e Mauritius)
- Vallone di Pirano (Slovenia e Croazia)
- Crimea (Ucraina e Russia)
- Oblast' di Cherson (Ucraina e Russia)
- Oblast' di Zaporižžja (Ucraina e Russia)
- Oblast' di Donec'k (Ucraina e Russia)
- Oblast' di Luhans'k (Ucraina e Russia)
- Isola di Navassa (Haiti, Stati Uniti d'America e Cuba)